# Ricardo Urgoiti
Ricardo Urgoiti Somovilla (Zalla, 26 de julio de 1900-Fuenterrabía, 14 de septiembre de 1979) fue un empresario de la comunicación español.

## Biografía
Hijo de Nicolás María de Urgoiti. Tras finalizar la carrera de Ingeniería de Caminos en Madrid en 1921, se traslada a Estados Unidos para completar sus estudios. Paralelamente, se inicia en el mundo del deporte, llegando a ser campeón de España de esquí y motonáutica. 
Tras regresar a España funda la revista Radio Ciencia Popular, y en 1924 se convierte en el principal promotor de la creación de la emisora Unión Radio, embrión de la futura Cadena SER. Con tan solo 25 años es nombrado director de la cadena.
En los años treinta se pone al frente de la empresa Filmófono, de sonorización y distribución de películas.
Tras la guerra civil española estuvo exiliado en Argentina, donde dirigió el filme Mi cielo de Andalucía (1942) hasta 1943, en que regresa a España. Seis años más tarde funda la empresa farmacéutica Antibióticos, especializada en la producción de penicilina.
Hasta el fin de su vida, se consagraría a la divulgación científica y técnica.